# 中村充 (農学者)
中村 充（なかむら まこと、1928年11月27日 - 2021年4月30日）は、日本の農学者、農学博士（東京大学）。海洋環境工学専攻。
福井県立大学名誉教授(元福井県立大学生物資源学部学部長)、国際海洋科学技術協会理事、NPO大阪湾研究センター常務理事、元水産庁水産工学研究所長。
栃木県宇都宮市松原出身。1960年 東京大学 農学博士。論文は「浸透水運動の基礎理論」。

## 著書
- 『水産土木学―漁場造成・海洋環境エンジニアリング』　(1979年　工業時事通信社総合開発センター）
- 『水産土木学―生態系海洋環境エンジニアリング』（1991年8月改訂版、工業時事通信社、ISBN 487612051X ）
- 『油の海洋流出と環境保全』（1999年12月、丸善プラネット 、ISBN 4944024762 ）
- 『干潟造成法』（2007年3月、恒星社厚生閣 、ISBN 9784769910602 ）